# Майдан-Абрамовський
Майдан-Абрамовський (пол. Majdan Abramowski) — село в Польщі, у гміні Горай Білґорайського повіту Люблінського воєводства.
Населення — 97 осіб (2011).
У 1975-1998 роках село належало до Замойського воєводства.

## Демографія
Демографічна структура станом на 31 березня 2011 року:
|          | Загалом | Допрацездатний вік | Працездатний вік | Постпрацездатний вік |
| -------- | ------- | ------------------ | ---------------- | -------------------- |
| Чоловіки | 50      | 7                  | 34               | 9                    |
| Жінки    | 47      | 2                  | 28               | 17                   |
| Разом    | 97      | 9                  | 62               | 26                   |